# Patrick Dunbar (1er comte de Dunbar)
Pour les articles homonymes, voir Patrick Dunbar.
Patrick I Dunbar (né vers 1152 – mort en 1232), 1er comte de Dunbar et seigneur de Beanley (en), est un noble anglo-écossais du XIIIe siècle.

## Biographie
Patrick est le fils ainé de Watltheof comte de Lothian et d'Alina, il succède à son père à la mort de ce dernier en 1182.
Patrick est l'un des plus puissants magnats des règnes des rois Guillaume le Lion et Alexandre II avec qui il entretient des relations familiales. Il apparaît fréquemment comme témoin dans leurs chartes de donations et figure dans leurs entourages et lors de leurs déplacements notamment lorsqu'ils se rendent dans le sud en Angleterre pour rendre l'hommage féodal au roi pour les domaines qu'ils détiennent dans ce royaume.
Patrick exerce également la fonction de Justiciar du Lothian et de « Gardien » (warden) de Berwick-upon-Tweed près de la frontière. Comme ses prédécesseurs, qui sont issus de la lignée anglo-saxonne des comtes de Northumbrie, Patrick détient de très importants domaines dans le nord de l'Angleterre. Les relations étroites de Patrick avec le roi d'Écosse sont peut-être la causse de la poursuite des revendications de ses droits par d'Alexandre II sur le comté de Northumberland dans lequel Waltheof avait été temporairement privé de ses droits par le roi Jean sans Terre.
Le comte de Dunbar meurt le 31 décembre 1232. il est inhumé dans le monastère cistercien d'Eccles dans le Berwickshire.

## Unions et postérité
Patrick épouse d'abord  Ada (morte en 1200), une fille illégitime de Guillaume le Lion qui lui donne quatre fils:
- Patrick II, 2e comte de Dunbar qui lui succède,
- William, qui est témoin d'une charte où il signe « fratre Comitis » vers 1240-1248[1]
- Robert,
- Fergus.

À la mort de son épouse, Patrick se remarie avec Christina, la veuve de  Guillaume de Bruce, 3e Lord d'Annandale. leur union reste stérile.